# Боксхолм (Ајова)
Боксхолм (енгл. Boxholm) град је у америчкој савезној држави Ајова. По попису становништва из 2010. у њему је живело 195 становника.

## Демографија
Према попису становништва из 2010. у граду је живело 195 становника, што је -20 (-9.3%) становника више него 2000. године.
| Група             | 2000.       | 2010.       |
| Белци             | 214 (99,5%) | 191 (97,9%) |
| Афроамериканци    | 0 (0,0%)    | 1 (0,5%)    |
| Азијати           | 0 (0,0%)    | 0 (0,0%)    |
| Хиспаноамериканци | 1 (0,5%)    | 3 (1,5%)    |
| Укупно            | 215         | 195         |